# Landkreis Osterode am Harz
Der Landkreis Osterode am Harz war bis zum 31. Oktober 2016 eine Gebietskörperschaft im Südosten Niedersachsens am südwestlichen Harzrand. Er fusionierte am 1. November 2016 mit dem damaligen Landkreis Göttingen zum neuen Landkreis Göttingen mit Göttingen als Kreisstadt.
Im ehemaligen Landkreis Osterode am Harz liegen drei Stätten des UNESCO-Weltkulturerbes Oberharzer Wasserwirtschaft, das Kloster Walkenried, der Wiesenbeker Teich und der Ernst-August-Stollen.

## Geographie

Lage des Landkreises in Niedersachsen

### Lage
In der Einteilung Deutschlands in naturräumliche Haupteinheiten umfasste der Landkreis zum einen mit dem Ober- und Mittelharz Teile des Harzes und zum anderen mit dem Südwestlichen Harzvorland und kleineren Teilen des Eichsfelder Beckens Landschaften des Weser-Leine-Berglandes. Außerdem liegt der westlichste Teil des Südharzer Zechsteingürtels im ehemaligen Kreisgebiet.

### Nachbarkreise
Der Landkreis Osterode am Harz grenzte im Uhrzeigersinn im Norden beginnend an die Landkreise Goslar (in Niedersachsen), Nordhausen und Eichsfeld (beide in Thüringen) sowie Göttingen und Northeim (beide wiederum in Niedersachsen).

### Höhlen
Im Landkreis Osterode am Harz liegen fünf bekannte Höhlen: die Lichtensteinhöhle, die Jettenhöhle, die Marthahöhle sowie die zwei Schauhöhlen die Iberger Tropfsteinhöhle und die Einhornhöhle.

### Berge
Die höchsten Berge und Höhenzüge des einstigen Landkreises liegen alle im Harz, zum Beispiel: Auf dem Acker (865,1 m), der Stöberhai (720 m), der Große Knollen (687,4 m), der Ravensberg (659 m). Niedrigere Harz-Erhebungen sind der Kummelberg (536 m) und der Hausberg (420 m).

### Gewässer

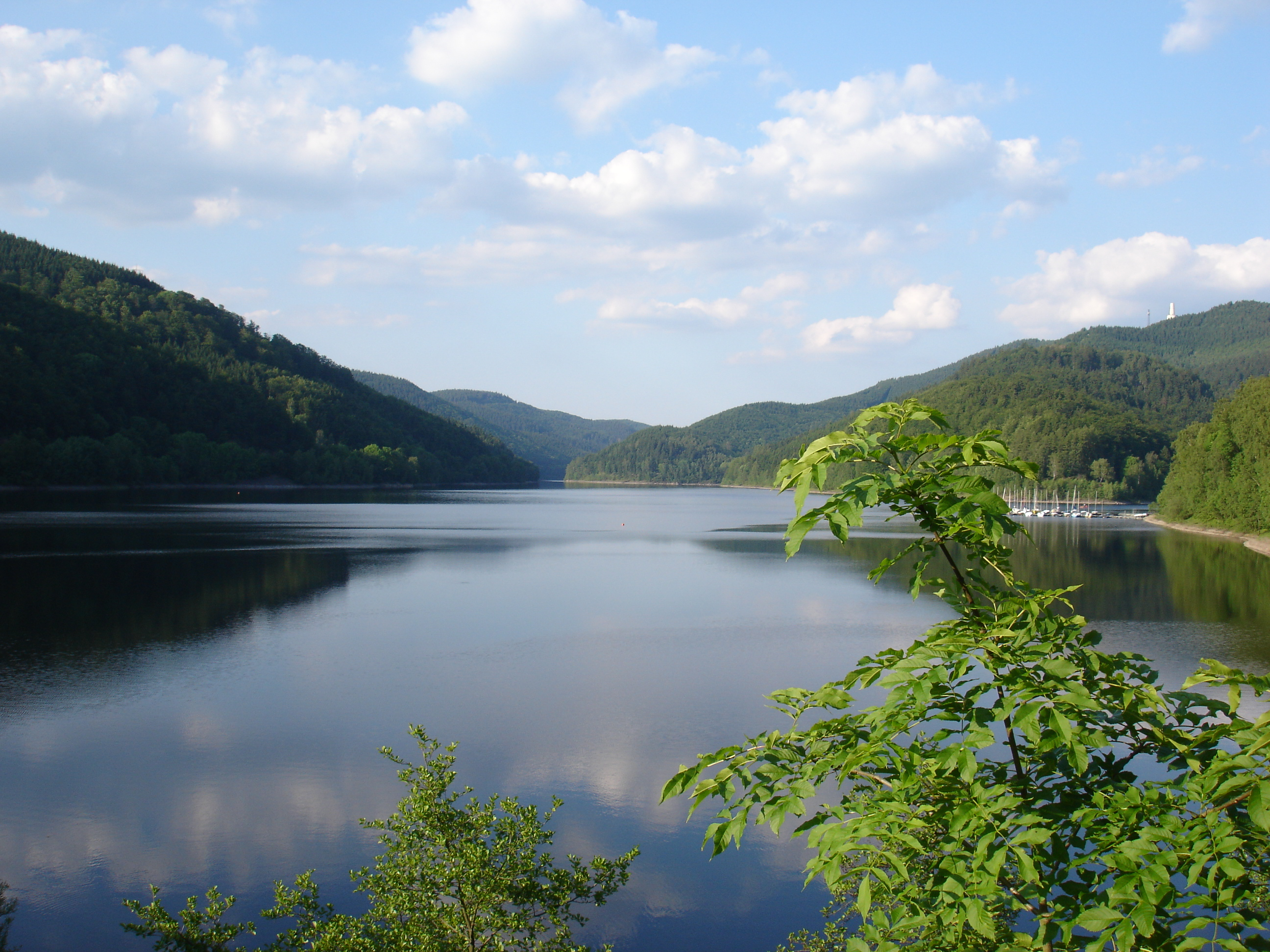
Odertalsperre im Harz

Größte Flüsse sind die Söse (mit dem Nebenfluss Markau), die Oder (mit den Nebenflüssen Sieber und Lutter) sowie die Steina, Wieda und Zorge. Außerdem wies der Landkreis Osterode am Harz drei verschiedene Arten größerer Wasserflächen auf:
- die beiden Stauseen der Söse- und Odertalsperre,
- den Wiesenbeker Teich, der dem Bergbau diente, und
- die auf Karsterscheinungen zurückzuführenden Seen wie z. B. den Juessee oder den Wiedensee.
- der Schmelzteich in Bad Sachsa und die Teichlandschaft bei Walkenried

### Naturschutz
Der gesamte Teil des Harzes im Altkreis Osterode steht als Natur- und Nationalpark Harz unter Schutz. Außerdem gibt es im Altkreisgebiet 16 Naturschutzgebiete:
| - Butterberg/Hopfenbusch - Finnenbruch, Großes Butterloch und Schwimmende Insel - Gipskarstgebiet bei Bad Sachsa - Gipskarstlandschaft bei Ührde - Gipskarstlandschaft Hainholz - Itelteich - Juliushütte - Oderaue | - Priorteich/Sachsenstein - Rhumeaue/Ellerniederung/Gillersheimer Bachtal - Siebertal - Staufenberg - Steinberg bei Scharzfeld - Steingrabental – Mackenröder Wald - Teufelsbäder - Weißensee und Steinatal |

Sowie 1 ehemaliges Naturschutzgebiet:
- Gipskarstlandschaft Bad Sachsa und Walkenried

## Geschichte
Nach der Annexion des Königreiches Hannover durch Preußen wurde 1867 der Kreis Osterode gebildet, bestehend aus den Ämtern Duderstadt, Gieboldehausen, Herzberg, Osterode und der Stadt Osterode. Der Kreis Osterode am Harz wurde bei der Einführung der neuen Kreisordnung für die Provinz Hannover am 1. April 1885 aus dem größten Teil des Amtes Osterode, dem Amt Herzberg sowie der Stadt Osterode gebildet. Nach dem Zweiten Weltkrieg in Niedersachsen hieß der Kreis Landkreis Osterode am Harz.
Im Jahre 1945 wurden die Gemeinden Bad Sachsa und Tettenborn aus dem Landkreis Grafschaft Hohenstein in den Landkreis Osterode umgegliedert. Am 1. Juli 1972 kam ein Teil des aufgelösten Landkreises Blankenburg mit Neuhof, Walkenried, Wieda und Zorge zum Landkreis Osterode, außerdem ein Teil des aufgelösten Landkreises Zellerfeld mit Bad Grund (Harz), Lerbach, Lonau, Riefensbeek-Kamschlacken und Sieber. Die Details sind im Gesetz zur Neugliederung der Gemeinden im Bereich des Harzes beschrieben. Vom Landkreis Gandersheim kamen Badenhausen, Windhausen und Gittelde hinzu, während Lütgenhausen und Wollershausen an den Landkreis Göttingen abgegeben wurden. Am 1. März 1974 schied Harriehausen aus dem Kreis Osterode aus und wurde nach Bad Gandersheim eingemeindet. Am 1. August 1977 wurde Kalefeld in den Landkreis Northeim umgegliedert. Am 1. März 2013 wurde die Samtgemeinde Bad Grund (Harz) in die Einheitsgemeinde Bad Grund (Harz) umgewandelt.

### Fusion mit dem Landkreis Göttingen
In den Jahren 2012 und 2013 entstanden Pläne, den Landkreis Göttingen mit den Landkreisen Osterode am Harz und Northeim zusammenzufassen. Ein wichtiger Beweggrund dafür war, dass die niedersächsische Landesregierung nach einer Fusion Entschuldungshilfen, sogenannte „Fusionsprämien“, an den neuen Kreis Göttingen zahlt – vorausgesetzt, eine Fusion wird bis zum 31. März 2013 beschlossen. Neben der Entschuldungshilfe wollen die Kreise außerdem den zu erwartenden Bevölkerungsschwund auffangen.
Anfang 2013 zog sich der Landkreis Northeim von den Gesprächen zurück. Mitte Februar 2013 zeichnete sich nur noch der Zusammenschluss der Landkreise Göttingen und Osterode ab. Die Kreistage von Göttingen (am 6. März 2013) und Osterode (am 11. März 2013) haben die Aufnahme von Fusionsverhandlungen beschlossen. Am 28. August 2013 stimmte der Göttinger Kreistag einer Fusion mehrheitlich zu. Zum 1. November 2016 entstand dann offiziell der neue, größere Landkreis Göttingen mit Göttingen als Kreisstadt, der am 1. Februar 2014 mit einem entsprechenden Gebietsänderungsvertrag beschlossen wurde.

### Einwohnerentwicklung

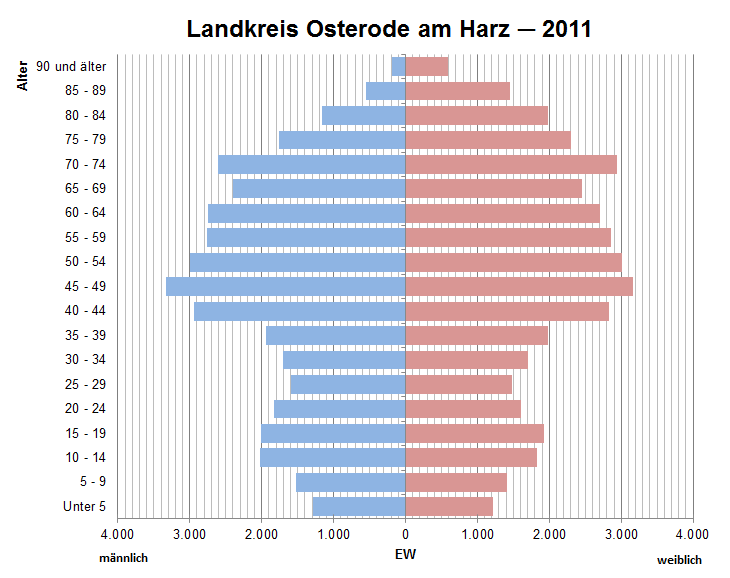
Bevölkerungspyramide für den Kreis Osterode am Harz (Datenquelle: Zensus 2011.)

Daten des Landesamts für Statistik Niedersachsen (LSN) jeweils am 31. Dezember, bis einschließlich 1970 nach dem jeweiligen Gebietsstand.
Der Landkreis war seit 1990 von einem starken Bevölkerungsrückgang betroffen. In der flächengrößten Stadt Osterode am Harz wohnte 2011 mit 22.987 Einwohnern fast ein Drittel der Bevölkerung des Landkreises. Die nächstgrößten Städte des Landkreises waren Herzberg am Harz mit 13.573 Einwohnern und Bad Lauterberg im Harz mit 11.080 Einwohnern.
| Jahr | Einwohner |
| ---- | --------- |
| 2015 | 73.885    |
| 2014 | 73.793    |
| 2013 | 74.367    |
| 2012 | 75.245    |
| 2011 | 76.370    |
| 2010 | 77.378    |
| 2009 | 78.253    |
| 2008 | 79.355    |
| 2007 | 80.300    |
| 2006 | 81.073    |
| 2005 | 81.916    |
| 2004 | 82.706    |

| Jahr | Einwohner |
| ---- | --------- |
| 2003 | 83.375    |
| 2002 | 83.997    |
| 2001 | 84.750    |
| 2000 | 85.451    |
| 1999 | 86.192    |
| 1998 | 86.744    |
| 1997 | 87.531    |
| 1996 | 88.209    |
| 1995 | 88.862    |
| 1990 | 89.700    |
| 1987 | 87.111    |
| 1985 | 88.323    |

| Jahr | Einwohner |
| ---- | --------- |
| 1980 | 91.208    |
| 1975 | 94.807    |
| 1970 | 85.786    |
| 1961 | 84.253    |
| 1950 | 91.342    |
| 1939 | 50.402    |
| 1933 | 48.534    |
| 1925 | 46.050    |
| 1910 | 44.117    |
| 1900 | 41.403    |
| 1890 | 39.214    |

## Politik

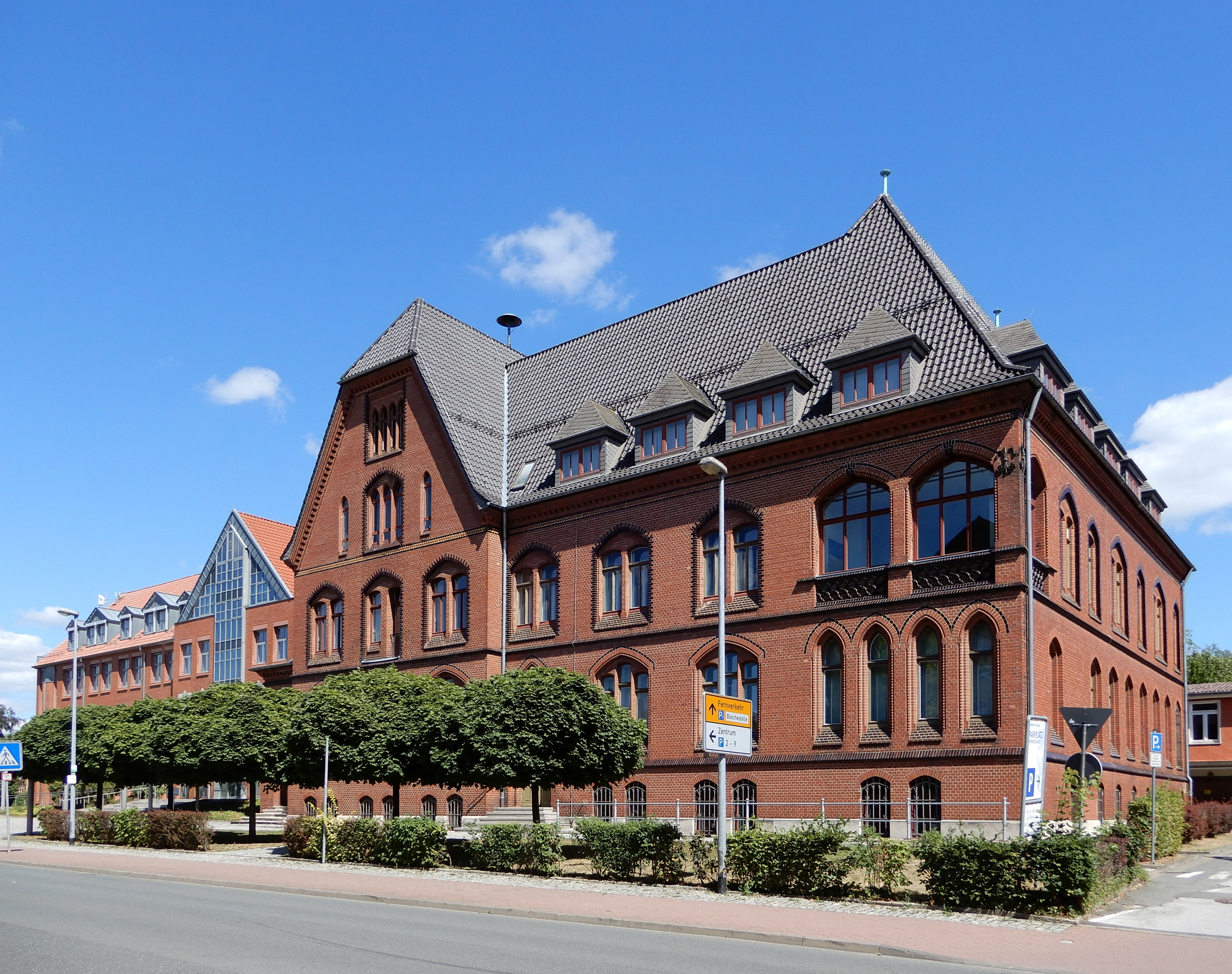
Ehemaliges Landratsamt in der Herzberger Straße

### Landräte
- 1868–1876: Franz Bollert
- 1876–1885: Julius Rasch
- 1885–1905: Geheimer Rat Heinrich Rottländer
- 1905–1916: Regierungsrat Gottfried Schwendy
- 1916–1919: Regierungsrat Alfred Freiherr von Stockmar
- 1919–1928: Regierungsrat Hans Windels (DVP)
- 1928–1933: Wilhelm Velthaus (SPD)
- 1933–1945: Hans von Schönfelder
- 1945–1946: Konrat Ziegler (am 17. April 1945 von dem britischen Major Crouch ernannt)
- 1946–1950: Wilhelm Hohmann
- 1950–1951: Adolf Bock (die Geschäfte führte vom 25. Januar 1950 bis zum 25. August 1950 der 2. Deputierte August Stein)
- 1951–1952: Wilhelm Hohmann
- 1952–1954: Heinz Müller (FDP)
- 1954–1955: Herbert Jordan
- 1955–1959: Wilhelm Hohmann
- 1955–1963: Karl Schmidt
- 1963–1964: Wilhelm Armbrecht
- 1964–1965: Jean Uebel
- 1965–1981: Albert Ohnesorge
- 1981–1986: Hermann Seifert
- 1986–1990: Otto Haberlandt (SPD)
- 1990–1999: Manfred Thoms
- 1999–2011: Bernhard Reuter (SPD)
- 2011–2016: Klaus Liebing (1. Stellvertretender Landrat) und Gero Geißlreiter (Erster Kreisrat)

Nachdem der bisherige Amtsinhaber Reuter zum 1. November 2011 sein neues Amt als Landrat im Landkreis Göttingen angetreten hatte, wurde der Landkreis bis zu seiner Auflösung ohne hauptamtlichen Landrat verwaltet. Der Kreistag hatte am 21. November 2011 beschlossen, die vakante Stelle der Landrätin/des Landrates nicht mehr auszuschreiben. Die Vertretung erfolgte in den gesetzlich vorgesehenen Fällen
(v. a. Repräsentation) durch den 1. stellvertretenden Landrat Klaus Liebing und in allen übrigen Fällen (Rechts- und Verwaltungsangelegenheiten) durch den Ersten Kreisrat Gero Geißlreiter.

### Kreistag
Wahlergebnisse und Mandatsverteilung im letzten Kreistag 2011:
- SPD: 19
- CDU: 14
- Grüne: 4
- FDP: 2
- Linke: 1
- BI: 1
- NPD: 1

| Parteien und Wählergemeinschaften | Parteien und Wählergemeinschaften                                    | % 2011 | Sitze 2011 | % 2006 | Sitze 2006 | % 2001 | Sitze 2001 |
| --------------------------------- | -------------------------------------------------------------------- | ------ | ---------- | ------ | ---------- | ------ | ---------- |
| SPD                               | Sozialdemokratische Partei Deutschlands                              | 45,36  | 19         | 47,62  | 20         | 49,07  | 21         |
| CDU                               | Christlich Demokratische Union Deutschlands                          | 33,47  | 14         | 35,11  | 15         | 37,36  | 16         |
| Grüne                             | Bündnis 90/Die Grünen                                                | 10,44  | 4          | 4,98   | 2          | 4,48   | 2          |
| FDP                               | Freie Demokratische Partei                                           | 3,86   | 2          | 7,00   | 3          | 6,48   | 2          |
| Linke                             | Die Linke                                                            | 2,57   | 1          | 2,45   | 1          | —      | —          |
| BI                                | Wählergruppe Bürgerinitiative Bad Lauterberg e. V. im Kreis Osterode | 1,99   | 1          | 1,75   | 1          | —      | —          |
| NPD – Die Volksunion              | Nationaldemokratische Partei Deutschlands – Die Volksunion           | 1,95   | 1          | —      | —          | —      | —          |
| Einzelwahlvorschlag               | Einzelwahlvorschlag Steffen Blau                                     | 0,36   | 0          | —      | —          | —      | —          |
| FWG                               | Freie Wählergemeinschaft Kreis Osterode                              | —      | —          | 1,09   | 0          | 2,62   | 1          |
| Gesamt                            | Gesamt                                                               | 100,0  | 42         | 100,0  | 42         | 100,0  | 42         |
| Wahlbeteiligung in %              | Wahlbeteiligung in %                                                 | 56,57  | 56,57      | 54,89  | 54,89      | 59,00  | 59,00      |

### Wappen
Blasonierung
Geteilt von Rot und Blau: oben ein schreitender, blau bewehrter goldener Leopard; unten ein rot bewehrter goldener Löwe.
Für den neuen Landkreis Göttingen wurde keines der alten Wappen übernommen.

### Kreispartnerschaften
Der Landkreis Osterode unterhielt Partnerschaften mit folgenden Städten und Verwaltungseinheiten:
- Borough of Scarborough, North Yorkshire (Vereinigtes Königreich)

## Verkehr

### Schiene
Die wichtige Ost-West-Strecke Nordhausen–Northeim (Südharzstrecke) wurde 1868/69 von der Preußischen Staatsbahn erbaut.
Weitere staatliche Zweigbahnen gingen von der Hauptbahn ab:
- 1870 in Herzberg nach Osterode und 1871 nach Seesen (Westharzstrecke)
- 1884 in Scharzfeld nach St. Andreasberg über Bad Lauterberg (Odertalbahn)
- 1889 in Wulften nach Duderstadt und später nach Leinefelde (Untereichsfeldbahn)
- 1911 in Herzberg nach Rhumspringe und später nach Bleicherode (Bahnstrecke Bleicherode–Herzberg)

Die 1931 bis 1994 betriebene Bahnstrecke Herzberg–Siebertal diente nur dem Güterverkehr, zeitweilig auch nichtöffentlichem Arbeiterverkehr.
Ferner kamen als Privat- oder Nebenbahn hinzu:
- 1898: Die Kreisbahn Osterode–Kreiensen zunächst bis Förste, dann 1901 über die heutige Kreisgrenze weiter
- 1899: Die Schmalspurbahn Walkenried–Braunlage/Tanne („Südharzeisenbahn“)
- 1907: Die Kleinbahn-AG Ellrich-Zorge und
- 1910: Die Kleinbahn Gittelde-Grund GmbH.

Das Netz der Personenzugstrecken umfasste 1945 etwa 120 km; davon wurden 58 km stillgelegt:
- 1945: (Ellrich–)Ellrich West–Unterzorge–Zorge 3 km und (Bischofferode–)Zwinge–Zwinge West(–Herzberg) 1 km
- 1961: (Bischofferode–)Zwinge West–Rhumspringe(–Pöhlde–Herzberg) 10 km
- 1962: Braunlage–Kaiserweg–Wieda–Walkenried 16 km (Meterspur)
- 1967: Osterode Nord–Förste–Kalefeld(–Kreiensen) 11 km (Spur: 750 mm)
- 1971: Gittelde–Bad Grund 4 km
- 1975: Odertal–St. Andreasberg 3 km
- 1984: Bad Lauterberg–Odertal 4 km
- 1996: Wulften–Duderstadt–(Leinefelde) 20 km
- 2005: Scharzfeld–Bad Lauterberg 4 km

### Straße
Zu den Kreisstraßen siehe Liste der Kreisstraßen im Landkreis Göttingen.
Zu den Landesstraßen siehe Liste der Landesstraßen im Bezirk Braunschweig.
Durch das Gebiet des Landkreises verlief die Bundesstraße 27 (Abschnitt Göttingen–Blankenburg (Harz)) über Herzberg und Bad Lauterberg. Quer dazu führte die Bundesstraße 243 entlang dem Harzrand von Seesen über Osterode und Herzberg nach Nordhausen; im Altkreis Osterode war diese mittlerweile durchgehend vierspurig. Ferner führten folgende nicht überregionale Bundesstraßen durch das Kreisgebiet:
- die B 241 von Goslar über Osterode nach Northeim
- die B 242 von Seesen über Bad Grund nach Braunlage
- die B 498 von Oker über Altenau nach Osterode

Es verlief keine Autobahn durch den Kreis, wenige Kilometer westlich verlief die Bundesautobahn 7, deren Anschlussstelle „Seesen“ für die Bewohner des Altkreises Richtung Norden und „Northeim-West“ und „Göttingen-Nord“ Richtung Süden Bedeutung hatten. Südlich des Kreisgebietes verläuft die Bundesautobahn 38, deren Anschlussstelle „Großwechsungen“ für Richtung Osten Bedeutung war.

## Gesundheitswesen
| Krankenhaus                                                             | Sitz                   | 2003 | 2004 | 2005 | 2006 | 2007 | 2008 | 2009 | 2010 | 2011 | 2012 | 2013 |
| ----------------------------------------------------------------------- | ---------------------- | ---- | ---- | ---- | ---- | ---- | ---- | ---- | ---- | ---- | ---- | ---- |
| Kliniken Herzberg und Osterode GmbH, seit 2014 zur HELIOS Kliniken GmbH | Herzberg am Harz       | 290  | 270  | 260  | 260  | 260  | 260  | 254  | 254  | 244  | 244  | 237  |
| Diabeteszentrum Bad Lauterberg im Harz                                  | Bad Lauterberg im Harz | 140  | 140  | 140  | 104  | 104  | 104  | 104  | 100  | 95   | 84   | 84   |
| Klinik Dr. Muschinsky GmbH & Co. KG (Orthopädische Klinik)              | Bad Lauterberg im Harz | 55   | 55   | 48   | 44   | 39   | 39   | 39   | 39   | 39   | 39   | 39   |
| Kirchberg-Klinik (Privatklinik, Träger ist die Gollée GmbH & Co.)       | Bad Lauterberg im Harz | 35   | 35   | 35   | 35   | 35   | 35   | 35   | 35   | 35   | 35   | 35   |
|                                                                         | Gesamt                 | 520  | 500  | 483  | 443  | 438  | 438  | 432  | 428  | 413  | 402  | 395  |

Im Jahr 2002 wurde die Klinik Osterode mit zuletzt rund 70 Planbetten für die Innere Medizin geschlossen. Die Kirchberg-Klinik verfügt neben den 35 Planbetten im Akutbereich noch über 262 Betten im Rehabilitationsbereich.

## Kultur und Sehenswürdigkeiten

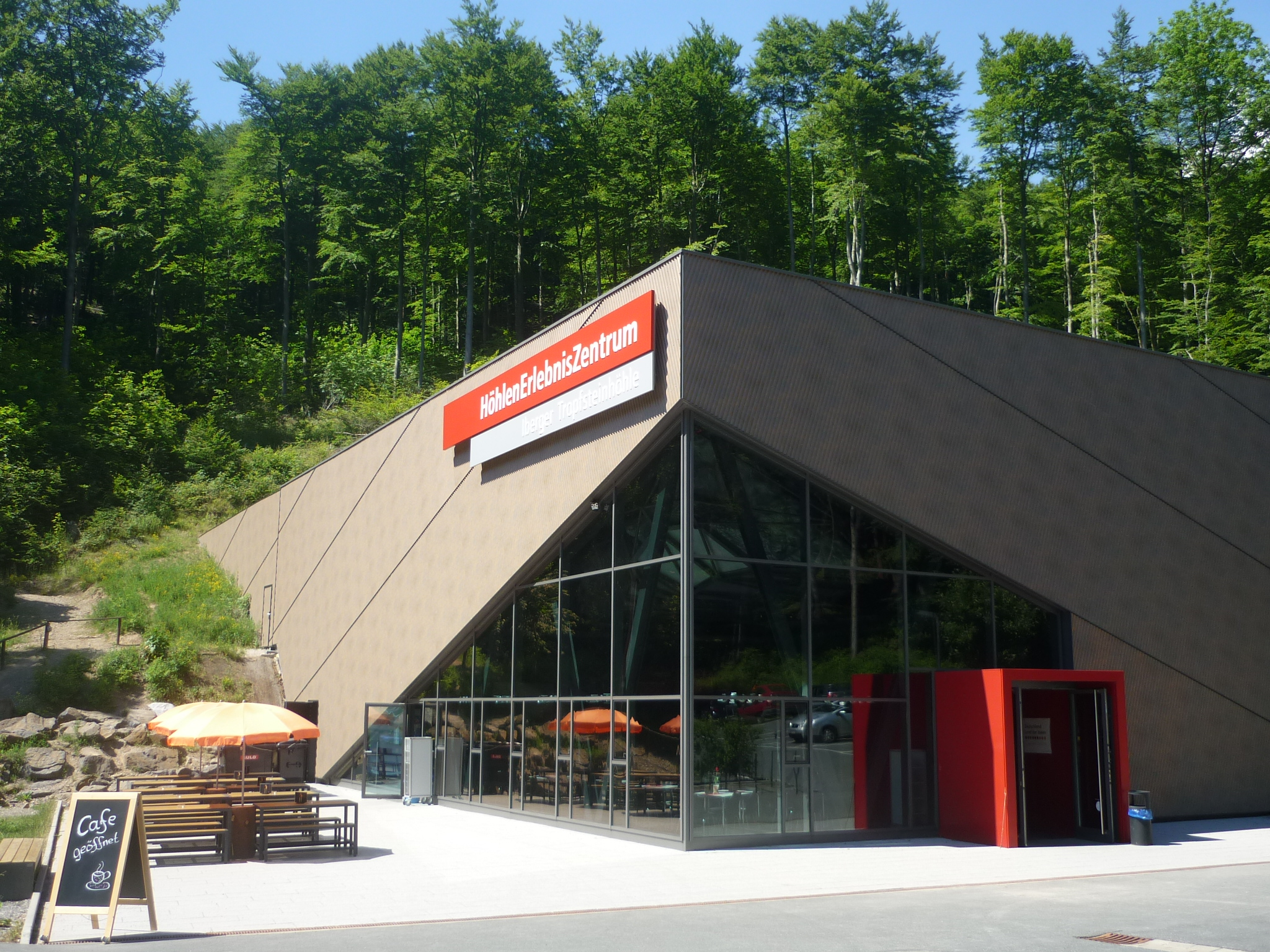
Iberger Tropfsteinhöhle (Eingang)

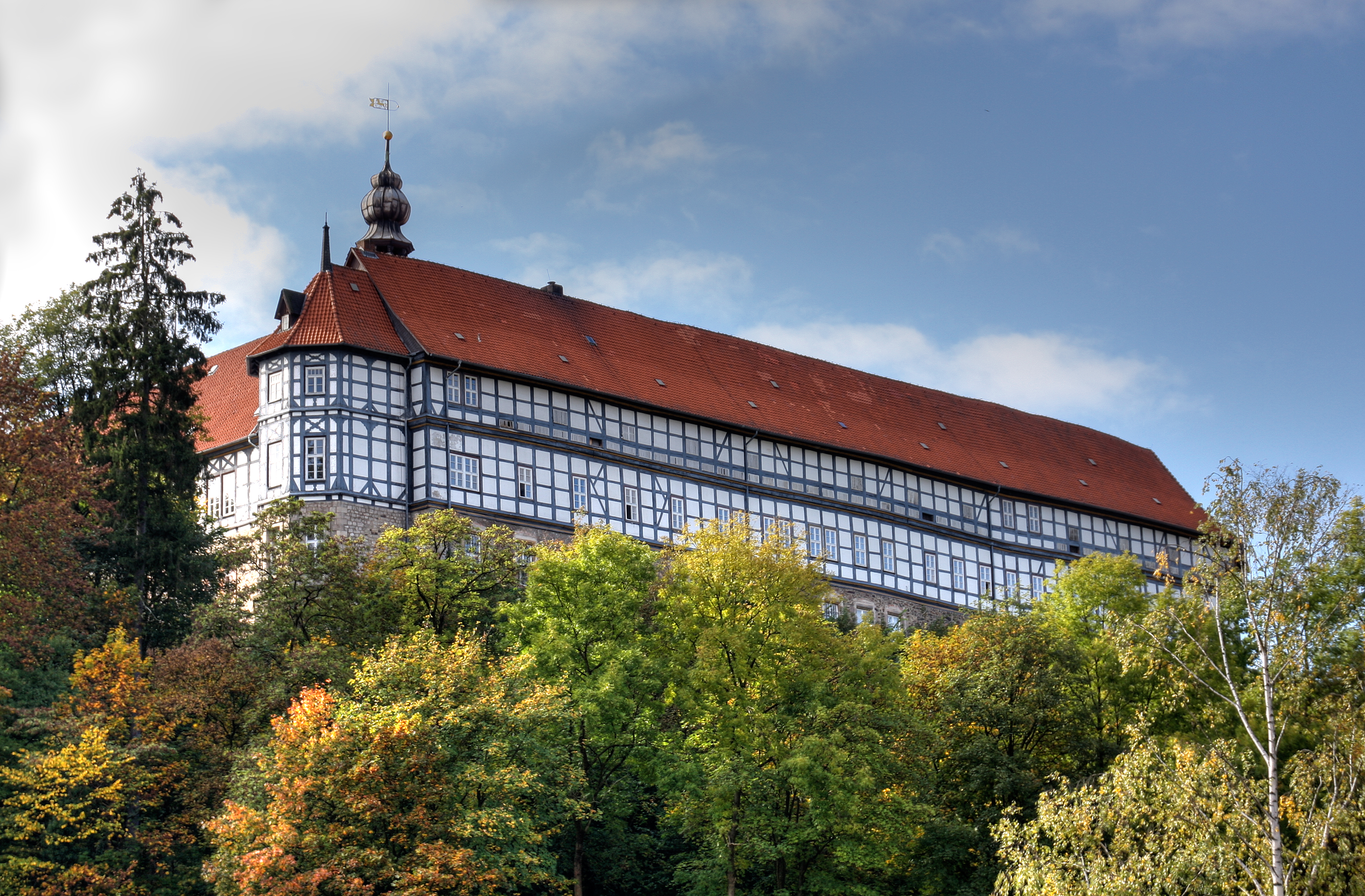
Schloss Herzberg

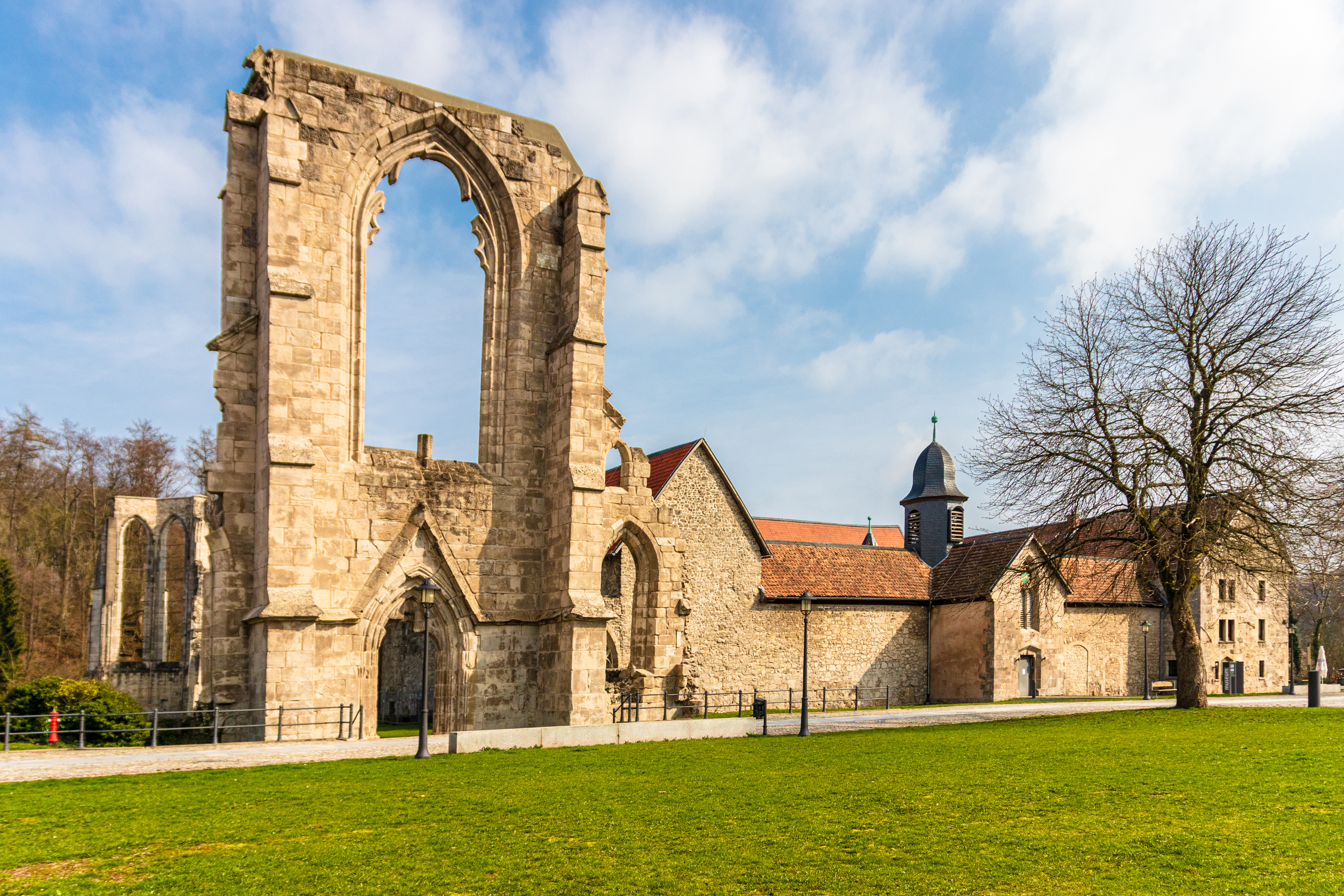
Kloster Walkenried

### Kulturveranstaltungen
Bekannte Kulturveranstaltungen im Landkreis Osterode am Harz sind u. a. Kultur im Kreis, die Herzberger Schlosskonzerte, die Herzberger Schlossvorträge, die Bad Lauterberger Musiktage, die Walkenrieder Kreuzgangkonzerte, der Klostermarkt Walkenried und das Mordsharz-Festival.
Sowie seit vielen Jahren der Internationale Museumstag im Mai und der Tag des offenen Denkmals im September.

### Sehenswürdigkeiten
- Einhornhöhle und Steinkirche Scharzfeld, Abris am Schulberg.
- Iberger Tropfsteinhöhle mit Museum
- Grabhügelfelder: Hattorfer Genossenschaftsforst, Knitterhai und Schiebehalbe
- Schloss Herzberg
- Kloster Walkenried
- Herrenhaus Walkenried
- Jagdschloss Walkenried
- Kreuzstein in Barbis
- Landwehr und Warte bei Barbis, Landwehr und Hohlwegbündel bei Bad Sachsa
- Pfalz Pöhlde und Wallburg Pöhlde
- Pipinsburg und Ruine Alte Burg, Burg Scharzfels und Burg Sachsenstein bei Bad Sachsa
- Wüstung Königshagen
- Wald-Vogelstation[14] in Osterode am Harz und Harzfalkenhof bei Bad Sachsa
- Viele Sehenswürdigkeiten und Naturdenkmale liegen am Karstwanderweg

## Museen
- Glasmuseum Steina
- Grenzlandmuseum Bad Sachsa
- Uhrenmuseum Bad Grund

## Regionale Kooperationen
Zur Pflege kultureller Einrichtungen wurde der Landschaftsverband Südniedersachsen als eingetragener Verein gegründet, dem der Landkreis als Mitglied angehörte. Ebenso ist er Mitglied im Regionalverband Harz e. V. gewesen. Des Weiteren war der Landkreis Mitglied bei MEKOM Regionalmanagement Osterode am Harz e. V., im Harzer Tourismusverband e. V., im Regionalverband Südniedersachsen e. V., in der Südniedersachsenstiftung und in der Metropolregion Hannover-Braunschweig-Göttingen-Wolfsburg.

## Gemeinden 2016
In Klammern die Einwohnerzahl am 31. Dezember 2015.

### Einheitsgemeinden
1. Bad Grund (Harz) [Sitz: Windhausen] (8638)
2. Bad Lauterberg im Harz, Stadt (10.596)
3. Bad Sachsa, Stadt (7510)
4. Herzberg am Harz, Stadt (13.059)
5. Osterode am Harz, Kreisstadt, selbständige Gemeinde (22.201)

### Samtgemeinden
Mit ihren Mitgliedsgemeinden

* Sitz der Samtgemeindeverwaltung

Einwohnerzahlen in Klammern
- 1. Samtgemeinde Hattorf am Harz (7344)

1. Elbingerode (437)
2. Hattorf am Harz * (4074)
3. Hörden am Harz (991)
4. Wulften am Harz (1842)

- 2. Samtgemeinde Walkenried (4537)

1. Walkenried * (2258)
2. Wieda (1295)
3. Zorge (984)

Die Gemeinden der Samtgemeinde Walkenried sind am 1. November 2016 zur neuen Einheitsgemeinde Walkenried fusioniert.

### Gemeindefreies Gebiet
- Harz (Landkreis Göttingen) (267,37 km², unbewohnt)

## Altgemeinden
Altgemeinden des Landkreises Osterode am Harz und ihre Zugehörigkeit bei Auflösung des Kreises (31. Oktober 2016):
| Altgemeinde            | heutige Gemeinde       | Datum der Eingemeindung   | Anmerkung                                             |
| ---------------------- | ---------------------- | ------------------------- | ----------------------------------------------------- |
| Bad Grund (Harz)       | Bad Grund (Harz)       |                           | bis 1. Juli 1972 Landkreis Zellerfeld                 |
| Bad Lauterberg im Harz | Bad Lauterberg im Harz |                           |                                                       |
| Bad Sachsa             | Bad Sachsa             |                           | bis 1. September 1945 Landkreis Grafschaft Hohenstein |
| Badenhausen            | Bad Grund (Harz)       | 1. März 2013              | bis 1. Juli 1972 Landkreis Gandersheim                |
| Barbis                 | Bad Lauterberg im Harz | 1. Juli 1972              |                                                       |
| Bartolfelde            | Bad Lauterberg im Harz | 1. Juli 1972              |                                                       |
| Dögerode               | Kalefeld               | 1. März 1974              | seit 1. August 1977 Landkreis Northeim                |
| Dorste                 | Osterode am Harz       | 1. Juli 1972              |                                                       |
| Düderode               | Kalefeld               | 1. März 1974              | seit 1. August 1977 Landkreis Northeim                |
| Eboldshausen           | Kalefeld               | 1. März 1974              | seit 1. August 1977 Landkreis Northeim                |
| Echte                  | Kalefeld               | 1. März 1974              | seit 1. August 1977 Landkreis Northeim                |
| Eisdorf                | Bad Grund (Harz)       | 1. März 2013              |                                                       |
| Elbingerode            | Elbingerode            |                           |                                                       |
| Förste                 | Osterode am Harz       | 1. Juli 1972              |                                                       |
| Freiheit               | Osterode am Harz       | 1. Februar 1971           |                                                       |
| Gittelde               | Bad Grund (Harz)       | 1. März 2013              | bis 1. Juli 1972 Landkreis Gandersheim                |
| Harriehausen           | Bad Gandersheim        | 1. März 1974              | seit 1. August 1977 Landkreis Northeim                |
| Hattorf am Harz        | Hattorf am Harz        |                           |                                                       |
| Herzberg am Harz       | Herzberg am Harz       |                           |                                                       |
| Hörden am Harz         | Hörden am Harz         |                           |                                                       |
| Kalefeld               | Kalefeld               |                           | seit 1. August 1977 Landkreis Northeim                |
| Katzenstein            | Osterode am Harz       | 1. Februar 1971           |                                                       |
| Lasfelde               | Osterode am Harz       | 1. Februar 1971           |                                                       |
| Lütgenhausen           | Rhumspringe            | 1. März 1974              | seit 1. März 1974 Landkreis Göttingen                 |
| Marke                  | Osterode am Harz       | 1. Juli 1972              |                                                       |
| Nienstedt am Harz      | Osterode am Harz       | 1. Juli 1972              |                                                       |
| Oldenrode              | Kalefeld               | 1. März 1974              | seit 1. August 1977 Landkreis Northeim                |
| Oldershausen           | Kalefeld               | 1. März 1974              | seit 1. August 1977 Landkreis Northeim                |
| Osterhagen             | Bad Lauterberg im Harz | 1. Juli 1972              |                                                       |
| Osterode am Harz       | Osterode am Harz       |                           |                                                       |
| Petershütte            | Osterode am Harz       | 1. Februar 1971           |                                                       |
| Pöhlde                 | Herzberg am Harz       | 1. Juli 1972              |                                                       |
| Scharzfeld             | Herzberg am Harz       | 1. Juli 1972              |                                                       |
| Schwiegershausen       | Osterode am Harz       | 1. Februar 1971           |                                                       |
| Sebexen                | Kalefeld               | 1. März 1974              | seit 1. August 1977 Landkreis Northeim                |
| Steina                 | Bad Sachsa             | 1. Juli 1972              |                                                       |
| Tettenborn             | Bad Sachsa             | 1. Juli 1972              | bis 1. September 1945 Landkreis Grafschaft Hohenstein |
| Walkenried             | Walkenried             |                           | bis 1. Juli 1972 Landkreis Blankenburg                |
| Westerhof              | Kalefeld               | 1. März 1974              | seit 1. August 1977 Landkreis Northeim                |
| Wieda                  | Walkenried             | 1. November 2016          | bis 1. Juli 1972 Landkreis Blankenburg                |
| Wiershausen            | Kalefeld               | 1. März 1974              | seit 1. August 1977 Landkreis Northeim                |
| Willensen              | Bad Grund (Harz)       | 1. Juli 1972 1. März 2013 | 1972 zu Eisdorf, 2013 zu Bad Grund                    |
| Willershausen          | Kalefeld               | 1. März 1974              | seit 1. August 1977 Landkreis Northeim                |
| Windhausen             | Bad Grund (Harz)       | 1. März 2013              | bis 1. Juli 1972 Landkreis Gandersheim                |
| Wollershausen          | Wollershausen          |                           | seit 1. März 1974 Landkreis Göttingen                 |
| Wulften am Harz        | Wulften am Harz        |                           |                                                       |
| Zorge                  | Walkenried             | 1. November 2016          | bis 1. Juli 1972 Landkreis Blankenburg                |

## Kfz-Kennzeichen
Am 1. Juli 1956 wurde dem Landkreis bei der Einführung der bis heute gültigen Kfz-Kennzeichen das Unterscheidungszeichen OHA zugewiesen. Es wird im neuen Landkreis Göttingen durchgängig bis heute ausgegeben.